# Vaire-le-Petit
Vaire-le-Petit är en kommun i departementet Doubs i regionen Bourgogne-Franche-Comté i östra Frankrike. Kommunen ligger i kantonen Marchaux som tillhör arrondissementet Besançon. År 2013 hade Vaire-le-Petit 226 invånare.

## Befolkningsutveckling
Antalet invånare i kommunen Vaire-le-Petit
Referens:INSEE